# 큰세포성 세포
M-세포(M-cell)라고도 불리는 큰세포성 세포(magnocellular cell) 또는 큰세포 세포 또는 대세포성 세포는 시상의 외측 슬상핵의 거대세포층 내에 위치한 뉴런이다. 이 세포는 시각 시스템의 일부이다. 그들은 작은세포 세포(parvocellular cell)에 비해 상대적으로 큰 크기를 특징으로 하기 때문에 "큰세포 세포"라고 불린다.

## 같이 보기
- 망막 신경절 세포
- 난쟁이 세포 (midget cell, P 세포)
- 양산 세포 (parasol cell, M 세포)
- 작은세포성 세포 (소세포성 세포, parvocellular cell, P-세포)
- 먼지세포성 세포(koniocellular cell, K-세포)
- 신경절 세포층
- 가쪽무릎핵
- 꼬리쪽 다리뇌 그물 핵